# Saint-Sigismond-de-Clermont
Saint-Sigismond-de-Clermont är en kommun i departementet Charente-Maritime i regionen Nouvelle-Aquitaine i västra Frankrike. Kommunen ligger  i kantonen Saint-Genis-de-Saintonge som ligger i arrondissementet Jonzac. År 2022 hade Saint-Sigismond-de-Clermont 162 invånare.

## Befolkningsutveckling
Antalet invånare i kommunen Saint-Sigismond-de-Clermont
Referens:INSEE